# Liga de Campeones de la UEFA 2008-09
La Liga de Campeones de la UEFA 2008-09 fue la 54.ª edición en la historia de la competición. Se disputó entre julio de 2008 y mayo de 2009.
Esta fue la última edición que se disputó con el formato de clasificación vigente desde la ampliación a 32 equipos en la fase final, según acordó el comité ejecutivo de la UEFA el 30 de noviembre de 2007. También fue la última final que se disputó en miércoles, ya que desde esa edición las finales vienen disputándose en sábado.
En la final, disputada en el Estadio Olímpico de Roma, el Barcelona derrotó por 2-0 al Manchester United, el vigente campeón, logrando su tercer título europeo. El primer gol lo anotaría Samuel Eto'o con asistencia de Andrés Iniesta mientras que el segundo Lionel Messi a pase de Xavi Hernández. El conjunto español empezó su participación desde la tercera fase de las Rondas Previas. 
El Anorthosis Famagusta de Chipre y el BATE Borisov de Bielorrusia fueron los primeros equipos de sus respectivos países en clasificar a la fase de grupos. El rumano CFR Cluj y el campeón ruso Zenit San Petersburgo también hicieron su debut en la Champions.
Adicionalmente, los equipos ingleses clasificaron a sus 4 equipos, todos los posibles, a los cuartos de final.

## Equipos clasificados
| Fase de grupos                 | Fase de grupos        | Fase de grupos     | Fase de grupos        |
| ------------------------------ | --------------------- | ------------------ | --------------------- |
| Real Madrid                    | Inter de Milán        | Bayern Múnich      | CFR Cluj              |
| Villarreal                     | Roma                  | Werder Bremen      | PSV Eindhoven         |
| Manchester United              | Olympique de Lyon     | Porto              | Zenit San Petersburgo |
| Chelsea                        | Girondins de Burdeos  | Sporting de Lisboa | Celtic                |
| Tercera ronda de clasificación |                       |                    |                       |
| Barcelona                      | Fiorentina            | Twente             | Slavia Praga          |
| Atlético de Madrid             | Olympique de Marsella | Spartak de Moscú   | Galatasaray           |
| Arsenal                        | Schalke 04            | Shakhtar Donetsk   | Olympiacos            |
| Liverpool                      | Vitória Guimarães     | Standard Lieja     | Levski Sofia          |
| Juventus                       | Steaua de Bucarest    |                    |                       |
| Segunda ronda de clasificación |                       |                    |                       |
| Rangers                        | Fenerbahçe            | Beitar Jerusalén   | Rapid Viena           |
| Dínamo de Kiev                 | Panathinaikos         | Partizan           | Wisła Cracovia        |
| Anderlecht                     | Basilea               | Aalborg            | MTK Hungría           |
| Sparta Praga                   | Brann                 |                    |                       |
| Primera ronda de clasificación |                       |                    |                       |
| Artmedia Petržalka             | Kaunas                | BATE Borisov       | Llanelli              |
| Dínamo Zagreb                  | Tampere United        | Dínamo Tirana      | NSÍ Runavík           |
| Anorthosis                     | Sheriff Tiraspol      | Levadia            | F91 Dudelange         |
| IFK Göteborg                   | Drogheda United       | Pyunik Yerevan     | Valletta              |
| Domžale                        | Dinamo Tbilisi        | Inter Bakú         | Santa Coloma          |
| Modriča                        | Rabotnički            | Aktobe             | Murata                |
| Ventspils                      | Valur                 | Linfield           |                       |

## Conflictos con equipos participantes

### F. C. Porto
El 4 de junio de 2008 el club fue excluido del torneo por supuestos sobornos a árbitros en la liga portuguesa durante la temporada 2003/2004. Sin embargo, el 16 de junio de 2008 el Jurado de Apelación cambió la decisión de la Comisión de Control y Disciplina y el Porto finalmente jugó la Champions League 2008-09.

### CSKA Sofía
El campeón búlgaro fue excluido de la competición después de que la UEFA retirara su licencia por incumplimiento de las exigencias financieras para participar, debido a que el club debe dinero al Instituto Nacional de Seguridad Social, a la Agencia Nacional de Ingresos y a distintos acreedores.

## Fase previa de clasificación

### Primera fase
Para la primera fase estaban clasificados los campeones de las 28 ligas con coeficientes UEFA más bajos según el ranking de 2006. El sorteo de los emparejamientos se efectuó en Nyon (Suiza), el 1 de julio de 2008. Los enfrentamientos de ida de las eliminatorias se disputaron los días 15 y 16 de julio, y los partidos de vuelta los días 22 y 23 de julio.
| Local ida            | Resultado | Local vuelta        | Ida | Vuelta |
| -------------------- | --------- | ------------------- | --- | ------ |
| Linfield             | 1:3       | Dínamo Zagreb       | 0:2 | 1:1    |
| Valletta             | 0:3       | Artmedia Bratislava | 0:2 | 0:1    |
| Dinamo Tbilisi       | 3:1       | NSÍ Runavík         | 3:0 | 0:1    |
| FC Santa Coloma      | 2:7       | Kaunas              | 1:4 | 1:3    |
| Murata               | 0:9       | Göteborg            | 0:5 | 0:4    |
| Llanelli             | 1:4       | Ventspils           | 1:0 | 0:4    |
| Anorthosis Famagusta | 3:0       | Pyunik Ereván       | 1:0 | 2:0    |
| Inter Bakú           | (v) 1:1   | Rabotnički          | 0:0 | 1:1    |
| Tampere United       | 3:2       | Budućnost           | 2:1 | 1:1    |
| F91 Dudelange        | 0:3       | Domžale             | 0:1 | 0:2    |
| Dinamo Tirana        | 1:4       | Modriča             | 0:2 | 1:2    |
| Aktobe               | 1:4       | Sheriff Tiraspol    | 1:0 | 0:4    |
| Drogheda United      | 3:1       | Levadia Tallinn     | 2:1 | 1:0    |
| BATE Borisov         | 3:0       | Valur               | 2:0 | 1:0    |

### Segunda fase
El mismo sorteo de la primera ronda en Nyon sirvió para decidir los emparejamientos de segunda ronda. Los equipos clasificados fueron los 8 campeones de las ligas situadas entre los puestos 17 y 24 del ranking UEFA, los 6 subcampeones de las ligas del puesto 10 al 15 y los 14 ganadores de la eliminatoria de primera ronda.
Los partidos de ida se disputaron los días 29 de julio y 30 de julio, y los de vuelta entre el 5 y 6 de agosto de 2008.
| Local ida            | Resultado | Local vuelta         | Ida | Vuelta |
| -------------------- | --------- | -------------------- | --- | ------ |
| Rangers              | 1:2       | Kaunas               | 0:0 | 1:2    |
| Brann                | (v) 2:2   | Ventspils            | 1:0 | 1:2    |
| Inter Bakú           | 1:3       | Partizan de Belgrado | 1:1 | 0:2    |
| Tampere United       | 3:7       | Artmedia Bratislava  | 1:3 | 2:4    |
| Anorthosis Famagusta | 4:3       | Rapid Viena          | 3:0 | 1:3    |
| Domžale              | 2:6       | Dinamo Zagreb        | 0:3 | 2:3    |
| Panathinaikos        | 3:0       | Dinamo Tbilisi       | 3:0 | 0:0    |
| Göteborg             | 3:5       | Basel                | 1:1 | 2:4    |
| Sheriff Tiraspol     | 0:3       | Sparta Praga         | 0:1 | 0:2    |
| Drogheda United      | 3:4       | Dinamo Kiev          | 1:2 | 2:2    |
| Anderlecht           | 3:4       | BATE Borisov         | 1:2 | 2:2    |
| Beitar Jerusalén     | 2:6       | Wisła Cracovia       | 2:1 | 0:5    |
| Fenerbahçe           | 7:0       | MTK Hungría          | 2:0 | 5:0    |
| Aalborg              | 7:1       | Modriča              | 5:0 | 2:1    |

### Tercera fase
El sorteo de la tercera fase se realizó en Lyon, Francia el día 1 de agosto. En esta se enfrentaron los ganadores de la segunda fase contra los clubes que ya estaban clasificados para esta fase.
Los partidos de ida se jugaron los días 12 y 13 de agosto, y los de vuelta el 26 y 27 del mismo mes.
| Local ida            | Resultado | Local vuelta          | Ida | Vuelta     |
| -------------------- | --------- | --------------------- | --- | ---------- |
| Anorthosis Famagusta | 3:1       | Olympiacos            | 3:0 | 0:1        |
| Vitória de Guimarães | 1:2       | Basel                 | 0:0 | 1:2        |
| Shakhtar Donetsk     | 5:1       | Dinamo Zagreb         | 2:0 | 3:1        |
| Schalke 04           | 1:4       | Atlético de Madrid    | 1:0 | 0:4        |
| Aalborg              | 4:0       | Kaunas                | 2:0 | 2:0        |
| Barcelona            | 4:1       | Wisła Cracovia        | 4:0 | 0:1        |
| Levski Sofía         | 1:2       | BATE Borisov          | 0:1 | 1:1        |
| Standard Lieja       | 0:1       | Liverpool             | 0:0 | 0:1 (pró.) |
| Partizan de Belgrado | 3:4       | Fenerbahçe            | 2:2 | 1:2        |
| Twente               | 0:6       | Arsenal               | 0:2 | 0:4        |
| Spartak de Moscú     | 2:8       | Dinamo Kiev           | 1:4 | 1:4        |
| Juventus             | 5:1       | Artmedia Bratislava   | 4:0 | 1:1        |
| Brann                | 1:3       | Olympique de Marsella | 0:1 | 1:2        |
| Fiorentina           | 2:0       | Slavia Praga          | 2:0 | 0:0        |
| Galatasaray          | 2:3       | Steaua Bucarest       | 2:2 | 0:1        |
| Sparta Praga         | 1:3       | Panathinaikos         | 1:2 | 0:1        |

## Fase de grupos
El sorteo se realizó el 28 de agosto de 2008, en Mónaco.

### Grupo A
| Pos. | Equipo               | Pts. | PJ | G | E | P | GF | GC | Dif. | Clasificación               |
| ---- | -------------------- | ---- | -- | - | - | - | -- | -- | ---- | --------------------------- |
| 1    | Roma                 | 12   | 6  | 4 | 0 | 2 | 12 | 6  | +6   | Acceso a octavos de final   |
| 2    | Chelsea              | 11   | 6  | 3 | 2 | 1 | 9  | 5  | +4   | Acceso a octavos de final   |
| 3    | Girondins de Burdeos | 7    | 6  | 2 | 1 | 3 | 5  | 11 | −6   | Acceso a la Copa de la UEFA |
| 4    | CFR Cluj             | 4    | 6  | 1 | 1 | 4 | 5  | 9  | −4   |                             |

 Fuente: [cita requerida]
| Fecha            | Lugar                    | Local                | Resultado | Visitante            |
| ---------------- | ------------------------ | -------------------- | --------- | -------------------- |
| 16 de septiembre | Stamford Bridge          | Chelsea              | 4:0       | Girondins de Burdeos |
| 16 de septiembre | Olímpico de Roma         | Roma                 | 1:2       | CFR Cluj             |
| 1 de octubre     | Dr. Constantin Rădulescu | CFR Cluj             | 0:0       | Chelsea              |
| 1 de octubre     | Jacques Chaban-Delmas    | Girondins de Burdeos | 1:3       | Roma                 |
| 22 de octubre    | Stamford Bridge          | Chelsea              | 1:0       | Roma                 |
| 22 de octubre    | Jacques Chaban-Delmas    | Girondins de Burdeos | 1:0       | CFR Cluj             |
| 4 de noviembre   | Olímpico de Roma         | Roma                 | 3:1       | Chelsea              |
| 4 de noviembre   | Dr. Constantin Rădulescu | CFR Cluj             | 1:2       | Girondins de Burdeos |
| 26 de noviembre  | Jacques Chaban-Delmas    | Girondins de Burdeos | 1:1       | Chelsea              |
| 26 de noviembre  | Dr. Constantin Rădulescu | CFR Cluj             | 1:3       | Roma                 |
| 9 de diciembre   | Olímpico de Roma         | Roma                 | 2:0       | Girondins de Burdeos |
| 9 de diciembre   | Stamford Bridge          | Chelsea              | 2:1       | CFR Cluj             |

### Grupo B
| Pos. | Equipo               | Pts. | PJ | G | E | P | GF | GC | Dif. | Clasificación               |
| ---- | -------------------- | ---- | -- | - | - | - | -- | -- | ---- | --------------------------- |
| 1    | Panathinaikos        | 10   | 6  | 3 | 1 | 2 | 8  | 7  | +1   | Acceso a octavos de final   |
| 2    | Inter de Milán       | 8    | 6  | 2 | 2 | 2 | 8  | 7  | +1   | Acceso a octavos de final   |
| 3    | Werder Bremen        | 7    | 6  | 1 | 4 | 1 | 7  | 9  | −2   | Acceso a la Copa de la UEFA |
| 4    | Anorthosis Famagusta | 6    | 6  | 1 | 3 | 2 | 8  | 8  | 0    |                             |

 Fuente: [cita requerida]
| Fecha            | Lugar           | Local                | Resultado | Visitante            |
| ---------------- | --------------- | -------------------- | --------- | -------------------- |
| 16 de septiembre | Weserstadion    | Werder Bremen        | 0:0       | Anorthosis Famagusta |
| 16 de septiembre | Spyros Louis    | Panathinaikos        | 0:2       | Inter de Milán       |
| 1 de octubre     | Giuseppe Meazza | Inter de Milán       | 1:1       | Werder Bremen        |
| 1 de octubre     | Estadio GSP     | Anorthosis Famagusta | 3:1       | Panathinaikos        |
| 22 de octubre    | Spyros Louis    | Panathinaikos        | 2:2       | Werder Bremen        |
| 22 de octubre    | Giuseppe Meazza | Inter de Milán       | 1:0       | Anorthosis Famagusta |
| 4 de noviembre   | Estadio GSP     | Anorthosis Famagusta | 3:3       | Inter de Milán       |
| 4 de noviembre   | Weserstadion    | Werder Bremen        | 0:3       | Panathinaikos        |
| 26 de noviembre  | Giuseppe Meazza | Inter de Milán       | 0:1       | Panathinaikos        |
| 26 de noviembre  | Estadio GSP     | Anorthosis Famausta  | 2:2       | Werder Bremen        |
| 9 de diciembre   | Spyros Louis    | Panathinaikos        | 1:0       | Anorthosis Famagusta |
| 9 de diciembre   | Weserstadion    | Werder Bremen        | 2:1       | Inter de Milán       |

### Grupo C
| Pos. | Equipo             | Pts. | PJ | G | E | P | GF | GC | Dif. | Clasificación               |
| ---- | ------------------ | ---- | -- | - | - | - | -- | -- | ---- | --------------------------- |
| 1    | Barcelona          | 13   | 6  | 4 | 1 | 1 | 18 | 8  | +10  | Acceso a octavos de final   |
| 2    | Sporting de Lisboa | 12   | 6  | 4 | 0 | 2 | 8  | 8  | 0    | Acceso a octavos de final   |
| 3    | Shakhtar Donestk   | 9    | 6  | 3 | 0 | 3 | 11 | 7  | +4   | Acceso a la Copa de la UEFA |
| 4    | Basilea            | 1    | 6  | 0 | 1 | 5 | 2  | 16 | −14  |                             |

 Fuente: [cita requerida]
| Fecha            | Lugar           | Local              | Resultado | Visitante          |
| ---------------- | --------------- | ------------------ | --------- | ------------------ |
| 16 de septiembre | St. Jakob Park  | Basilea            | 1:2       | Shakhtar Donetsk   |
| 16 de septiembre | Camp Nou        | Barcelona          | 3:1       | Sporting de Lisboa |
| 1 de octubre     | José Alvalade   | Sporting de Lisboa | 2:0       | Basilea            |
| 1 de octubre     | RSK Olympiyskiy | Shakhtar Donetsk   | 1:2       | Barcelona          |
| 22 de octubre    | St. Jakob Park  | Basilea            | 0:5       | Barcelona          |
| 22 de octubre    | RSK Olympiyskiy | Shakhtar Donetsk   | 0:1       | Sporting de Lisboa |
| 4 de noviembre   | Camp Nou        | Barcelona          | 1:1       | Basilea            |
| 4 de noviembre   | José Alvalade   | Sporting de Lisboa | 1:0       | Shakhtar Donetsk   |
| 26 de noviembre  | José Alvalade   | Sporting de Lisboa | 2:5       | Barcelona          |
| 26 de noviembre  | RSK Olympiyskiy | Shakhtar Donetsk   | 5:0       | Basilea            |
| 9 de diciembre   | Camp Nou        | Barcelona          | 2:3       | Shakhtar Donetsk   |
| 9 de diciembre   | St. Jakob Park  | Basilea            | 0:1       | Sporting de Lisboa |

### Grupo D
| Pos. | Equipo                | Pts. | PJ | G | E | P | GF | GC | Dif. | Clasificación               |
| ---- | --------------------- | ---- | -- | - | - | - | -- | -- | ---- | --------------------------- |
| 1    | Liverpool             | 14   | 6  | 4 | 2 | 0 | 11 | 5  | +6   | Acceso a octavos de final   |
| 2    | Atlético de Madrid    | 12   | 6  | 3 | 3 | 0 | 9  | 4  | +5   | Acceso a octavos de final   |
| 3    | Olympique de Marsella | 4    | 6  | 1 | 1 | 4 | 5  | 7  | −2   | Acceso a la Copa de la UEFA |
| 4    | PSV Eindhoven         | 3    | 6  | 1 | 0 | 5 | 5  | 14 | −9   |                             |

 Fuente: [cita requerida]
| Fecha            | Lugar            | Local                 | Resultado | Visitante             |
| ---------------- | ---------------- | --------------------- | --------- | --------------------- |
| 16 de septiembre | Philips Stadion  | PSV Eindhoven         | 0:3       | Atlético de Madrid    |
| 16 de septiembre | Vélodrome        | Olympique de Marsella | 1:2       | Liverpool             |
| 1 de octubre     | Anfield          | Liverpool             | 3:1       | PSV Eindhoven         |
| 1 de octubre     | Vicente Calderón | Atlético de Madrid    | 2:1       | Olympique de Marsella |
| 22 de octubre    | Vicente Calderón | Atlético de Madrid    | 1:1       | Liverpool             |
| 22 de octubre    | Estadio PSV      | PSV Eindhoven         | 2:0       | Olympique de Marsella |
| 4 de noviembre   | Anfield          | Liverpool             | 1:1       | Atlético de Madrid    |
| 4 de noviembre   | Vélodrome        | Olympique de Marsella | 3:0       | PSV Eindhoven         |
| 26 de noviembre  | Vicente Calderón | Atlético de Madrid    | 2:1       | PSV Eindhoven         |
| 26 de noviembre  | Anfield          | Liverpool             | 1:0       | Olympique de Marsella |
| 9 de diciembre   | Estadio PSV      | PSV Eindhoven         | 1:3       | Liverpool             |
| 9 de diciembre   | Vélodrome        | Olympique de Marsella | 0:0       | Atlético de Madrid    |

### Grupo E
| Pos. | Equipo            | Pts. | PJ | G | E | P | GF | GC | Dif. | Clasificación               |
| ---- | ----------------- | ---- | -- | - | - | - | -- | -- | ---- | --------------------------- |
| 1    | Manchester United | 10   | 6  | 2 | 4 | 0 | 9  | 3  | +6   | Acceso a octavos de final   |
| 2    | Villarreal        | 9    | 6  | 2 | 3 | 1 | 9  | 7  | +2   | Acceso a octavos de final   |
| 3    | Aalborg           | 6    | 6  | 1 | 3 | 2 | 9  | 14 | −5   | Acceso a la Copa de la UEFA |
| 4    | Celtic            | 5    | 6  | 1 | 2 | 3 | 4  | 7  | −3   |                             |

 Fuente: [cita requerida]
| Fecha            | Lugar           | Local             | Resultado | Visitante         |
| ---------------- | --------------- | ----------------- | --------- | ----------------- |
| 17 de septiembre | Old Trafford    | Manchester United | 0:0       | Villarreal        |
| 17 de septiembre | Celtic Park     | Celtic            | 0:0       | Aalborg           |
| 30 de septiembre | Aalborg Stadion | Aalborg           | 0:3       | Manchester United |
| 30 de septiembre | El Madrigal     | Villarreal        | 1:0       | Celtic            |
| 21 de octubre    | El Madrigal     | Villarreal        | 6:3       | Aalborg           |
| 21 de octubre    | Old Trafford    | Manchester United | 3:0       | Celtic            |
| 5 de noviembre   | Aalborg Stadion | Aalborg           | 2:2       | Villarreal        |
| 5 de noviembre   | Celtic Park     | Celtic            | 1:1       | Manchester United |
| 25 de noviembre  | El Madrigal     | Villarreal        | 0:0       | Manchester United |
| 25 de noviembre  | Aalborg Stadion | Aalborg           | 2:1       | Celtic            |
| 10 de diciembre  | Old Trafford    | Manchester United | 2:2       | Aalborg           |
| 10 de diciembre  | Celtic Park     | Celtic            | 2:0       | Villarreal        |

### Grupo F
| Pos. | Equipo             | Pts. | PJ | G | E | P | GF | GC | Dif. | Clasificación               |
| ---- | ------------------ | ---- | -- | - | - | - | -- | -- | ---- | --------------------------- |
| 1    | Bayern Múnich      | 14   | 6  | 4 | 2 | 0 | 12 | 4  | +8   | Acceso a octavos de final   |
| 2    | Olympique de Lyon  | 11   | 6  | 3 | 2 | 1 | 14 | 10 | +4   | Acceso a octavos de final   |
| 3    | Fiorentina         | 6    | 6  | 1 | 3 | 2 | 5  | 8  | −3   | Acceso a la Copa de la UEFA |
| 4    | Steaua de Bucarest | 1    | 6  | 0 | 1 | 5 | 3  | 12 | −9   |                             |

 Fuente: [cita requerida]
| Fecha            | Lugar                 | Local              | Resultado | Visitante          |
| ---------------- | --------------------- | ------------------ | --------- | ------------------ |
| 17 de septiembre | Stadionul Ghencea     | Steaua de Bucarest | 0:1       | Bayern Múnich      |
| 17 de septiembre | Stade Gerland         | Olympique de Lyon  | 2:2       | Fiorentina         |
| 30 de septiembre | St. Artemio Franchi   | Fiorentina         | 0:0       | Steaua de Bucarest |
| 30 de septiembre | Fußball Arena München | Bayern Múnich      | 1:1       | Olympique de Lyon  |
| 21 de octubre    | Fußball Arena München | Bayern Múnich      | 3:0       | Fiorentina         |
| 21 de octubre    | Stadionul Ghencea     | Steaua de Bucarest | 3:5       | Olympique de Lyon  |
| 5 de noviembre   | St. Artemio Franchi   | Fiorentina         | 1:1       | Bayern Múnich      |
| 5 de noviembre   | Stade Gerland         | Olympique de Lyon  | 2:0       | Steaua de Bucarest |
| 25 de noviembre  | Fußball Arena München | Bayern Múnich      | 3:0       | Steaua de Bucarest |
| 25 de noviembre  | St. Artemio Franchi   | Fiorentina         | 1:2       | Olympique de Lyon  |
| 10 de diciembre  | Stadionul Ghencea     | Steaua de Bucarest | 0:1       | Fiorentina         |
| 10 de diciembre  | Stade Gerland         | Olympique de Lyon  | 2:3       | Bayern Múnich      |

### Grupo G
| Pos. | Equipo         | Pts. | PJ | G | E | P | GF | GC | Dif. | Clasificación               |
| ---- | -------------- | ---- | -- | - | - | - | -- | -- | ---- | --------------------------- |
| 1    | Porto          | 12   | 6  | 4 | 0 | 2 | 9  | 8  | +1   | Acceso a octavos de final   |
| 2    | Arsenal        | 11   | 6  | 3 | 2 | 1 | 11 | 5  | +6   | Acceso a octavos de final   |
| 3    | Dinamo de Kiev | 8    | 6  | 2 | 2 | 2 | 4  | 4  | 0    | Acceso a la Copa de la UEFA |
| 4    | Fenerbahçe     | 2    | 6  | 0 | 2 | 4 | 4  | 11 | −7   |                             |

 Fuente: [cita requerida]
| Fecha            | Lugar                 | Local          | Resultado | Visitante      |
| ---------------- | --------------------- | -------------- | --------- | -------------- |
| 17 de septiembre | Lobanovsky Dynamo St. | Dínamo de Kiev | 1:1       | Arsenal        |
| 17 de septiembre | Estádio do Dragão     | Porto          | 3:1       | Fenerbahçe     |
| 30 de septiembre | Şükrü Saracoğlu St.   | Fenerbahçe     | 0:0       | Dínamo de Kiev |
| 30 de septiembre | Arsenal Stadium       | Arsenal        | 4:0       | Porto          |
| 21 de octubre    | Şükrü Saracoğlu St.   | Fenerbahçe     | 2:5       | Arsenal        |
| 21 de octubre    | Estádio do Dragão     | Porto          | 0:1       | Dinamo de Kiev |
| 5 de noviembre   | Arsenal Stadium       | Arsenal        | 0:0       | Fenerbahçe     |
| 5 de noviembre   | Lobanovsky Dynamo St. | Dínamo de Kiev | 1:2       | Porto          |
| 25 de noviembre  | Şükrü Saracoğlu St.   | Fenerbahçe     | 1:2       | Porto          |
| 25 de noviembre  | Arsenal Stadium       | Arsenal        | 1:0       | Dínamo de Kiev |
| 10 de diciembre  | Lobanovsky Dynamo St. | Dínamo de Kiev | 1:0       | Fenerbahçe     |
| 10 de diciembre  | Estádio do Dragão     | Porto          | 2:0       | Arsenal        |

### Grupo H
| Pos. | Equipo                | Pts. | PJ | G | E | P | GF | GC | Dif. | Clasificación               |
| ---- | --------------------- | ---- | -- | - | - | - | -- | -- | ---- | --------------------------- |
| 1    | Juventus              | 12   | 6  | 3 | 3 | 0 | 7  | 3  | +4   | Acceso a octavos de final   |
| 2    | Real Madrid           | 12   | 6  | 4 | 0 | 2 | 9  | 5  | +4   | Acceso a octavos de final   |
| 3    | Zenit San Petersburgo | 5    | 6  | 1 | 2 | 3 | 4  | 7  | −3   | Acceso a la Copa de la UEFA |
| 4    | BATE Borísov          | 3    | 6  | 0 | 3 | 3 | 3  | 8  | −5   |                             |

 Fuente: [cita requerida]
| Fecha            | Lugar             | Local                 | Resultado | Visitante             |
| ---------------- | ----------------- | --------------------- | --------- | --------------------- |
| 17 de septiembre | Olímpico de Turín | Juventus              | 1:0       | Zenit San Petersburgo |
| 17 de septiembre | Santiago Bernabéu | Real Madrid           | 2:0       | BATE Borisov          |
| 30 de septiembre | Dinamo Stadion    | BATE Borisov          | 2:2       | Juventus              |
| 30 de septiembre | Estadio Petrovsky | Zenit San Petersburgo | 1:2       | Real Madrid           |
| 21 de octubre    | Estadio Petrovsky | Zenit San Petersburgo | 1:1       | BATE Borisov          |
| 21 de octubre    | Olímpico de Turín | Juventus              | 2:1       | Real Madrid           |
| 5 de noviembre   | Santiago Bernabéu | Real Madrid           | 0:2       | Juventus              |
| 5 de noviembre   | Dinamo Stadion    | BATE Borisov          | 0:2       | Zenit San Ptersburgo  |
| 25 de noviembre  | Estadio Petrovsky | Zenit San Petersburgo | 0:0       | Juventus              |
| 25 de noviembre  | Dinamo Stadion    | BATE Borisov          | 0:1       | Real Madrid           |
| 10 de diciembre  | Olímpico de Turín | Juventus              | 0:0       | BATE Borisov          |
| 10 de diciembre  | Santiago Bernabéu | Real Madrid           | 3:0       | Zenit San Ptersburgo  |

## Segunda fase
Los dieciséis equipos clasificados disputaron una serie de eliminatorias a ida y vuelta hasta que se decidieron los dos equipos clasificados para la final en Roma. En la tabla se muestran todos los cruces de la segunda fase. El primer equipo de cada eliminatoria juega como local el partido de ida, y el segundo juega en su campo la vuelta. En los resultados se indica el marcador en la ida, seguido del de la vuelta.

La eliminatoria de octavos de final enfrentó a cada campeón de grupo con un equipo clasificado como segundo, de un grupo distinto al suyo, con la ventaja de jugar el partido de vuelta como local, y con la restricción de no poder cruzarse dos conjuntos del mismo país. El resto de eliminatorias se sortearon sin restricción alguna.
|  | Octavos de final                                                   | Octavos de final                                                   | Octavos de final                                                   | Octavos de final                                                   | Octavos de final                                                   |   |    | Cuartos de final                                               | Cuartos de final                                               | Cuartos de final                                               | Cuartos de final                                               | Cuartos de final                                               |  |    | Semifinales                                                   | Semifinales                                                   | Semifinales                                                   | Semifinales                                                   | Semifinales                                                   |  |    | Final                                     | Final                                     | Final                                     |  |
|  | 24 y 25 de febrero de 2009 (ida) 10 y 11 de marzo de 2009 (vuelta) | 24 y 25 de febrero de 2009 (ida) 10 y 11 de marzo de 2009 (vuelta) | 24 y 25 de febrero de 2009 (ida) 10 y 11 de marzo de 2009 (vuelta) | 24 y 25 de febrero de 2009 (ida) 10 y 11 de marzo de 2009 (vuelta) | 24 y 25 de febrero de 2009 (ida) 10 y 11 de marzo de 2009 (vuelta) |   |    | 7 y 8 de abril de 2009 (ida) 14 y 15 de abril de 2009 (vuelta) | 7 y 8 de abril de 2009 (ida) 14 y 15 de abril de 2009 (vuelta) | 7 y 8 de abril de 2009 (ida) 14 y 15 de abril de 2009 (vuelta) | 7 y 8 de abril de 2009 (ida) 14 y 15 de abril de 2009 (vuelta) | 7 y 8 de abril de 2009 (ida) 14 y 15 de abril de 2009 (vuelta) |  |    | 28 y 29 de abril de 2009 (ida) 5 y 6 de mayo de 2009 (vuelta) | 28 y 29 de abril de 2009 (ida) 5 y 6 de mayo de 2009 (vuelta) | 28 y 29 de abril de 2009 (ida) 5 y 6 de mayo de 2009 (vuelta) | 28 y 29 de abril de 2009 (ida) 5 y 6 de mayo de 2009 (vuelta) | 28 y 29 de abril de 2009 (ida) 5 y 6 de mayo de 2009 (vuelta) |  |    | 27 de mayo de 2009 Estadio Olímpico, Roma | 27 de mayo de 2009 Estadio Olímpico, Roma | 27 de mayo de 2009 Estadio Olímpico, Roma |  |
|  |                                                                    |                                                                    |                                                                    |                                                                    |                                                                    |   |    |                                                                |                                                                |                                                                |                                                                |                                                                |  |    |                                                               |                                                               |                                                               |                                                               |                                                               |  |    |                                           |                                           |                                           |  |
|  |                                                                    |                                                                    |                                                                    |                                                                    |                                                                    |   |    |                                                                |                                                                |                                                                |                                                                |                                                                |  |    |                                                               |                                                               |                                                               |                                                               |                                                               |  |    |                                           |                                           |                                           |  |
|  | 2F                                                                 | Olympique de Lyon                                                  | 1                                                                  | 2                                                                  | 3                                                                  |   |    |                                                                |                                                                |                                                                |                                                                |                                                                |  |    |                                                               |                                                               |                                                               |                                                               |                                                               |  |    |                                           |                                           |                                           |  |
|  | 2F                                                                 | Olympique de Lyon                                                  | 1                                                                  | 2                                                                  | 3                                                                  |   |    |                                                                |                                                                |                                                                |                                                                |                                                                |  |    |                                                               |                                                               |                                                               |                                                               |                                                               |  |    |                                           |                                           |                                           |  |
|  | 1C                                                                 | Barcelona                                                          | 1                                                                  | 5                                                                  | 6                                                                  |   |    |                                                                |                                                                |                                                                |                                                                |                                                                |  |    |                                                               |                                                               |                                                               |                                                               |                                                               |  |    |                                           |                                           |                                           |  |
|  | 1C                                                                 | Barcelona                                                          | 1                                                                  | 5                                                                  | 6                                                                  |   | 1C | Barcelona                                                      | 4                                                              | 1                                                              | 5                                                              |                                                                |  |    |                                                               |                                                               |                                                               |                                                               |                                                               |  |    |                                           |                                           |                                           |  |
|  |                                                                    |                                                                    |                                                                    |                                                                    |                                                                    |   | 1C | Barcelona                                                      | 4                                                              | 1                                                              | 5                                                              |                                                                |  |    |                                                               |                                                               |                                                               |                                                               |                                                               |  |    |                                           |                                           |                                           |  |
|  |                                                                    |                                                                    | 1F                                                                 | Bayern Múnich                                                      | 0                                                                  | 1 | 1  |                                                                |                                                                |                                                                |                                                                |                                                                |  |    |                                                               |                                                               |                                                               |                                                               |                                                               |  |    |                                           |                                           |                                           |  |
|  | 2C                                                                 | Sporting de Lisboa                                                 | 1F                                                                 | Bayern Múnich                                                      | 0                                                                  | 1 | 1  | 0                                                              | 1                                                              | 1                                                              |                                                                |                                                                |  |    |                                                               |                                                               |                                                               |                                                               |                                                               |  |    |                                           |                                           |                                           |  |
|  | 2C                                                                 | Sporting de Lisboa                                                 |                                                                    |                                                                    |                                                                    |   |    |                                                                |                                                                | 1                                                              |                                                                |                                                                |  |    |                                                               |                                                               |                                                               |                                                               |                                                               |  |    |                                           |                                           |                                           |  |
|  | 1F                                                                 | Bayern Múnich                                                      | 5                                                                  | 7                                                                  | 12                                                                 |   |    |                                                                |                                                                |                                                                |                                                                |                                                                |  |    |                                                               |                                                               |                                                               |                                                               |                                                               |  |    |                                           |                                           |                                           |  |
|  | 1F                                                                 | Bayern Múnich                                                      | 5                                                                  | 7                                                                  | 12                                                                 |   |    |                                                                |                                                                |                                                                |                                                                |                                                                |  | 1C | Barcelona (v.)                                                | 0                                                             | 1                                                             | 1                                                             |                                                               |  |    |                                           |                                           |                                           |  |
|  |                                                                    |                                                                    |                                                                    |                                                                    |                                                                    |   |    |                                                                |                                                                |                                                                |                                                                |                                                                |  | 1C | Barcelona (v.)                                                | 0                                                             | 1                                                             | 1                                                             |                                                               |  |    |                                           |                                           |                                           |  |
|  |                                                                    |                                                                    | 2A                                                                 | Chelsea                                                            | 0                                                                  | 1 | 1  |                                                                |                                                                |                                                                |                                                                |                                                                |  |    |                                                               |                                                               |                                                               |                                                               |                                                               |  |    |                                           |                                           |                                           |  |
|  | 2H                                                                 | Real Madrid                                                        | 2A                                                                 | Chelsea                                                            | 0                                                                  | 1 | 1  | 0                                                              | 0                                                              | 0                                                              |                                                                |                                                                |  |    |                                                               |                                                               |                                                               |                                                               |                                                               |  |    |                                           |                                           |                                           |  |
|  | 2H                                                                 | Real Madrid                                                        |                                                                    |                                                                    |                                                                    |   |    |                                                                |                                                                | 0                                                              |                                                                |                                                                |  |    |                                                               |                                                               |                                                               |                                                               |                                                               |  |    |                                           |                                           |                                           |  |
|  | 1D                                                                 | Liverpool                                                          | 1                                                                  | 4                                                                  | 5                                                                  |   |    |                                                                |                                                                |                                                                |                                                                |                                                                |  |    |                                                               |                                                               |                                                               |                                                               |                                                               |  |    |                                           |                                           |                                           |  |
|  | 1D                                                                 | Liverpool                                                          | 1                                                                  | 4                                                                  | 5                                                                  |   | 1D | Liverpool                                                      | 1                                                              | 4                                                              | 5                                                              |                                                                |  |    |                                                               |                                                               |                                                               |                                                               |                                                               |  |    |                                           |                                           |                                           |  |
|  |                                                                    |                                                                    |                                                                    |                                                                    |                                                                    |   | 1D | Liverpool                                                      | 1                                                              | 4                                                              | 5                                                              |                                                                |  |    |                                                               |                                                               |                                                               |                                                               |                                                               |  |    |                                           |                                           |                                           |  |
|  |                                                                    |                                                                    | 2A                                                                 | Chelsea                                                            | 3                                                                  | 4 | 7  |                                                                |                                                                |                                                                |                                                                |                                                                |  |    |                                                               |                                                               |                                                               |                                                               |                                                               |  |    |                                           |                                           |                                           |  |
|  | 2A                                                                 | Chelsea                                                            | 2A                                                                 | Chelsea                                                            | 3                                                                  | 4 | 7  | 1                                                              | 2                                                              | 3                                                              |                                                                |                                                                |  |    |                                                               |                                                               |                                                               |                                                               |                                                               |  |    |                                           |                                           |                                           |  |
|  | 2A                                                                 | Chelsea                                                            |                                                                    |                                                                    |                                                                    |   |    |                                                                |                                                                | 3                                                              |                                                                |                                                                |  |    |                                                               |                                                               |                                                               |                                                               |                                                               |  |    |                                           |                                           |                                           |  |
|  | 1H                                                                 | Juventus                                                           | 0                                                                  | 2                                                                  | 2                                                                  |   |    |                                                                |                                                                |                                                                |                                                                |                                                                |  |    |                                                               |                                                               |                                                               |                                                               |                                                               |  |    |                                           |                                           |                                           |  |
|  | 1H                                                                 | Juventus                                                           | 0                                                                  | 2                                                                  | 2                                                                  |   |    |                                                                |                                                                |                                                                |                                                                |                                                                |  |    |                                                               |                                                               |                                                               |                                                               |                                                               |  | 1C | Barcelona                                 | 2                                         |                                           |  |
|  |                                                                    |                                                                    |                                                                    |                                                                    |                                                                    |   |    |                                                                |                                                                |                                                                |                                                                |                                                                |  |    |                                                               |                                                               |                                                               |                                                               |                                                               |  | 1C | Barcelona                                 | 2                                         |                                           |  |
|  |                                                                    |                                                                    | 1E                                                                 | Manchester United                                                  | 0                                                                  |   |    |                                                                |                                                                |                                                                |                                                                |                                                                |  |    |                                                               |                                                               |                                                               |                                                               |                                                               |  |    |                                           |                                           |                                           |  |
|  | 2B                                                                 | Inter de Milán                                                     | 1E                                                                 | Manchester United                                                  | 0                                                                  | 0 | 0  | 0                                                              |                                                                |                                                                |                                                                |                                                                |  |    |                                                               |                                                               |                                                               |                                                               |                                                               |  |    |                                           |                                           |                                           |  |
|  | 2B                                                                 | Inter de Milán                                                     |                                                                    |                                                                    |                                                                    |   |    |                                                                |                                                                |                                                                |                                                                |                                                                |  |    |                                                               |                                                               |                                                               |                                                               |                                                               |  |    |                                           |                                           |                                           |  |
|  | 1E                                                                 | Manchester United                                                  | 0                                                                  | 2                                                                  | 2                                                                  |   |    |                                                                |                                                                |                                                                |                                                                |                                                                |  |    |                                                               |                                                               |                                                               |                                                               |                                                               |  |    |                                           |                                           |                                           |  |
|  | 1E                                                                 | Manchester United                                                  | 0                                                                  | 2                                                                  | 2                                                                  |   | 1E | Manchester United                                              | 2                                                              | 1                                                              | 3                                                              |                                                                |  |    |                                                               |                                                               |                                                               |                                                               |                                                               |  |    |                                           |                                           |                                           |  |
|  |                                                                    |                                                                    |                                                                    |                                                                    |                                                                    |   | 1E | Manchester United                                              | 2                                                              | 1                                                              | 3                                                              |                                                                |  |    |                                                               |                                                               |                                                               |                                                               |                                                               |  |    |                                           |                                           |                                           |  |
|  |                                                                    |                                                                    | 1G                                                                 | Porto                                                              | 2                                                                  | 0 | 2  |                                                                |                                                                |                                                                |                                                                |                                                                |  |    |                                                               |                                                               |                                                               |                                                               |                                                               |  |    |                                           |                                           |                                           |  |
|  | 2D                                                                 | Atlético de Madrid                                                 | 1G                                                                 | Porto                                                              | 2                                                                  | 0 | 2  | 2                                                              | 0                                                              | 2                                                              |                                                                |                                                                |  |    |                                                               |                                                               |                                                               |                                                               |                                                               |  |    |                                           |                                           |                                           |  |
|  | 2D                                                                 | Atlético de Madrid                                                 |                                                                    |                                                                    |                                                                    |   |    |                                                                |                                                                | 2                                                              |                                                                |                                                                |  |    |                                                               |                                                               |                                                               |                                                               |                                                               |  |    |                                           |                                           |                                           |  |
|  | 1G                                                                 | Porto (v.)                                                         | 2                                                                  | 0                                                                  | 2                                                                  |   |    |                                                                |                                                                |                                                                |                                                                |                                                                |  |    |                                                               |                                                               |                                                               |                                                               |                                                               |  |    |                                           |                                           |                                           |  |
|  | 1G                                                                 | Porto (v.)                                                         | 2                                                                  | 0                                                                  | 2                                                                  |   |    |                                                                |                                                                |                                                                |                                                                |                                                                |  | 1E | Manchester United                                             | 1                                                             | 3                                                             | 4                                                             |                                                               |  |    |                                           |                                           |                                           |  |
|  |                                                                    |                                                                    |                                                                    |                                                                    |                                                                    |   |    |                                                                |                                                                |                                                                |                                                                |                                                                |  | 1E | Manchester United                                             | 1                                                             | 3                                                             | 4                                                             |                                                               |  |    |                                           |                                           |                                           |  |
|  |                                                                    |                                                                    | 2G                                                                 | Arsenal                                                            | 0                                                                  | 1 | 1  |                                                                |                                                                |                                                                |                                                                |                                                                |  |    |                                                               |                                                               |                                                               |                                                               |                                                               |  |    |                                           |                                           |                                           |  |
|  | 2E                                                                 | Villarreal                                                         | 2G                                                                 | Arsenal                                                            | 0                                                                  | 1 | 1  | 1                                                              | 2                                                              | 3                                                              |                                                                |                                                                |  |    |                                                               |                                                               |                                                               |                                                               |                                                               |  |    |                                           |                                           |                                           |  |
|  | 2E                                                                 | Villarreal                                                         |                                                                    |                                                                    |                                                                    |   |    |                                                                |                                                                | 3                                                              |                                                                |                                                                |  |    |                                                               |                                                               |                                                               |                                                               |                                                               |  |    |                                           |                                           |                                           |  |
|  | 1B                                                                 | Panathinaikos                                                      | 1                                                                  | 1                                                                  | 2                                                                  |   |    |                                                                |                                                                |                                                                |                                                                |                                                                |  |    |                                                               |                                                               |                                                               |                                                               |                                                               |  |    |                                           |                                           |                                           |  |
|  | 1B                                                                 | Panathinaikos                                                      | 1                                                                  | 1                                                                  | 2                                                                  |   | 2E | Villarreal                                                     | 1                                                              | 0                                                              | 1                                                              |                                                                |  |    |                                                               |                                                               |                                                               |                                                               |                                                               |  |    |                                           |                                           |                                           |  |
|  |                                                                    |                                                                    |                                                                    |                                                                    |                                                                    |   | 2E | Villarreal                                                     | 1                                                              | 0                                                              | 1                                                              |                                                                |  |    |                                                               |                                                               |                                                               |                                                               |                                                               |  |    |                                           |                                           |                                           |  |
|  |                                                                    |                                                                    | 2G                                                                 | Arsenal                                                            | 1                                                                  | 3 | 4  |                                                                |                                                                |                                                                |                                                                |                                                                |  |    |                                                               |                                                               |                                                               |                                                               |                                                               |  |    |                                           |                                           |                                           |  |
|  | 2G                                                                 | Arsenal (p.)                                                       | 2G                                                                 | Arsenal                                                            | 1                                                                  | 3 | 4  | 1                                                              | 0                                                              | 1 (7)                                                          |                                                                |                                                                |  |    |                                                               |                                                               |                                                               |                                                               |                                                               |  |    |                                           |                                           |                                           |  |
|  | 2G                                                                 | Arsenal (p.)                                                       |                                                                    |                                                                    |                                                                    |   |    |                                                                |                                                                | 1 (7)                                                          |                                                                |                                                                |  |    |                                                               |                                                               |                                                               |                                                               |                                                               |  |    |                                           |                                           |                                           |  |
|  | 1A                                                                 | Roma                                                               | 0                                                                  | 1                                                                  | 1 (6)                                                              |   |    |                                                                |                                                                |                                                                |                                                                |                                                                |  |    |                                                               |                                                               |                                                               |                                                               |                                                               |  |    |                                           |                                           |                                           |  |
|  | 1A                                                                 | Roma                                                               | 0                                                                  | 1                                                                  | 1 (6)                                                              |   |    |                                                                |                                                                |                                                                |                                                                |                                                                |  |    |                                                               |                                                               |                                                               |                                                               |                                                               |  |    |                                           |                                           |                                           |  |
|  |                                                                    |                                                                    |                                                                    |                                                                    |                                                                    |   |    |                                                                |                                                                |                                                                |                                                                |                                                                |  |    |                                                               |                                                               |                                                               |                                                               |                                                               |  |    |                                           |                                           |                                           |  |

### Octavos de final
El 19 de diciembre de 2008 se celebró el sorteo de los octavos de final, los cuales se disputaron los días 24 y 25 de febrero (ida) y 10 y 11 de marzo de 2009 (vuelta). Cada eliminatoria enfrentó a un primero de grupo con un segundo, disputándose el partido de vuelta en el estadio del primero. No se enfrentaron equipos de una misma federación o que hayan coincidido en el mismo grupo de la fase anterior. Cabe destacar el récord del Bayern Múnich al ganar 12-1 global al Sporting de Lisboa, siendo la más grande goleada en esta fase.
| 24 de febrero de 2009 | Olympique de Lyon | 1:1 (1:0) | Barcelona | Stade Gerland, Lyon                                        |                                                            |
|                       | Pernambucano 7'   | Reporte   | Henry 67' | Asistencia: 43 258 espectadores Árbitro(s): Wolfgang Stark | Asistencia: 43 258 espectadores Árbitro(s): Wolfgang Stark |

| 11 de marzo de 2009 | Barcelona                                            | 5:2 (4:1) | Olympique de Lyon             | Camp Nou, Barcelona                                    |                                                        |
|                     | Henry 25', 27' · Messi 40' · Eto'o 43' · Keita 90+5' | Reporte   | Makoun 44' · Pernambucano 48' | Asistencia: 90 368 espectadores Árbitro(s): Tom Øvrebø | Asistencia: 90 368 espectadores Árbitro(s): Tom Øvrebø |

| 24 de febrero de 2009 | Atlético de Madrid          | 2:2 (2:1) | Porto          | Estadio Vicente Calderón, Madrid                        |                                                         |
|                       | Rodríguez 3' · Forlán 45+2' | Reporte   | López 22', 72' | Asistencia: 48 000 espectadores Árbitro(s): Howard Webb | Asistencia: 48 000 espectadores Árbitro(s): Howard Webb |

| 11 de marzo de 2009 | Porto | 0:0     | Atlético de Madrid | Estádio do Dragão, Oporto                               |                                                         |
|                     |       | Reporte |                    | Asistencia: 47 509 espectadores Árbitro(s): Pieter Vink | Asistencia: 47 509 espectadores Árbitro(s): Pieter Vink |

| 24 de febrero de 2009 | Arsenal        | 1:0 (1:0) | Roma | Arsenal Stadium, Londres                                 |                                                          |
|                       | Van Persie 37' | Reporte   |      | Asistencia: 60 003 espectadores Árbitro(s): Claus Larsen | Asistencia: 60 003 espectadores Árbitro(s): Claus Larsen |

| 11 de marzo de 2009 | Roma                                                                         | 1:0 (1:0, 1:0) (6 - 7 p.)  | Arsenal                                                                   | Estadio Olímpico, Roma                                      |                                                             |
|                     | Juan 9'                                                                      | Reporte                    |                                                                           | Asistencia: 62 383 espectadores Árbitro(s): Manuel González | Asistencia: 62 383 espectadores Árbitro(s): Manuel González |
|                     |                                                                              | Tiros desde el punto penal |                                                                           |                                                             |                                                             |
|                     | Pizarro · Vučinić · Baptista · Montella · Totti · Aquilani · Riise · Tonetto |                            | Eduardo · van Persie · Walcott · Nasri · Denilson · Touré · Sagna · Diaby |                                                             |                                                             |

| 24 de febrero de 2009 | Inter | 0:0     | Manchester United | Estadio Giuseppe Meazza, Milán                             |                                                            |
|                       |       | Reporte |                   | Asistencia: 80 018 espectadores Árbitro(s): Luis Cantalejo | Asistencia: 80 018 espectadores Árbitro(s): Luis Cantalejo |

| 11 de marzo de 2009 | Manchester United                | 2:0 (1:0) | Inter | Old Trafford, Mánchester                                   |                                                            |
|                     | Vidić 4' · Cristiano Ronaldo 49' | Reporte   |       | Asistencia: 74 769 espectadores Árbitro(s): Wolfgang Stark | Asistencia: 74 769 espectadores Árbitro(s): Wolfgang Stark |

| 25 de febrero de 2009 | Real Madrid | 0:1 (0:0) | Liverpool    | Estadio Santiago Bernabéu, Madrid                           |                                                             |
|                       |             | Reporte   | Benayoun 82' | Asistencia: 78 519 espectadores Árbitro(s): Roberto Rosetti | Asistencia: 78 519 espectadores Árbitro(s): Roberto Rosetti |

| 10 de marzo de 2009 | Liverpool                                  | 4:0 (2:0) | Real Madrid | Anfield Road, Liverpool                                        |                                                                |
|                     | Torres 15' · Gerrard 28' 47' · Dossena 88' | Reporte   |             | Asistencia: 46 550 espectadores Árbitro(s): Frank de Bleeckere | Asistencia: 46 550 espectadores Árbitro(s): Frank de Bleeckere |

| 25 de febrero de 2009 | Chelsea    | 1:0 (1:0) | Juventus | Stamford Bridge, Londres                                         |                                                                  |
|                       | Drogba 12' | Reporte   |          | Asistencia: 38 079 espectadores Árbitro(s): Olegário Benquerença | Asistencia: 38 079 espectadores Árbitro(s): Olegário Benquerença |

| 10 de marzo de 2009 | Juventus                     | 2:2 (1:1) | Chelsea                   | Estadio Olímpico, Turín                                      |                                                              |
|                     | Iaquinta 19' · Del Piero 74' | Reporte   | Essien 45+1' · Drogba 82' | Asistencia: 27 319 espectadores Árbitro(s): Alberto Mallenco | Asistencia: 27 319 espectadores Árbitro(s): Alberto Mallenco |

| 25 de febrero de 2009 | Villarreal | 1:1 (0:0) | Panathinaikos  | El Madrigal, Villarreal                                   |                                                           |
|                       | Rossi 67'  | Reporte   | Karagounis 59' | Asistencia: 22 810 espectadores Árbitro(s): Konrad Plautz | Asistencia: 22 810 espectadores Árbitro(s): Konrad Plautz |

| 10 de marzo de 2009 | Panathinaikos | 1:2 (0:0) | Villarreal                 | Estadio Olímpico de Atenas, Atenas                          |                                                             |
|                     | Mantzios 55'  | Reporte   | Ibagaza 49' · Llorente 70' | Asistencia: 64 616 espectadores Árbitro(s): Massimo Busacca | Asistencia: 64 616 espectadores Árbitro(s): Massimo Busacca |

| 25 de febrero de 2009 | Sporting de Lisboa | 0:5 (0:1) | Bayern Múnich                                | Estadio José Alvalade, Lisboa                              |                                                            |
|                       |                    | Reporte   | Ribéry 42' 63' · Klose 57' · Toni 84', 90+1' | Asistencia: 43 163 espectadores Árbitro(s): Bertrand Layec | Asistencia: 43 163 espectadores Árbitro(s): Bertrand Layec |

| 10 de marzo de 2009 | Bayern Múnich                                                                               | 7:1 (4:1) | Sporting de Lisboa | Fußball Arena München, Múnich                              |                                                            |
|                     | Podolski 7', 34' · Polga 39' · Schweinsteiger 44' · Van Bommel 74' · Klose 82' · Müller 90' | Reporte   | Moutinho 43'       | Asistencia: 65 000 espectadores Árbitro(s): Martin Hansson | Asistencia: 65 000 espectadores Árbitro(s): Martin Hansson |

### Cuartos de final
El sorteo para los cuartos de final, celebrado el 20 de marzo de 2009 sin condicionamientos, decidió también los cruces de semifinales y final.  Las fechas de los encuentros de ida de los cuartos de final fueron los días 7 y 8 de abril, mientras que la vuelta el 14 y 15 de abril.
| 7 de abril de 2009 | Villarreal | 1:1 (1:0) | Arsenal      | El Madrigal, Villarreal                                |                                                        |
|                    | Senna 10'  | Reporte   | Adebayor 66' | Asistencia: 26 577 espectadores Árbitro(s): Tom Øvrebø | Asistencia: 26 577 espectadores Árbitro(s): Tom Øvrebø |

| 15 de abril de 2009 | Arsenal                                    | 3:0 (1:0) | Villarreal | Arsenal Stadium, Londres                                   |                                                            |
|                     | Walcott 9' · Adebayor 58' · Van Persie 68' | Reporte   |            | Asistencia: 61 326 espectadores Árbitro(s): Wolfgang Stark | Asistencia: 61 326 espectadores Árbitro(s): Wolfgang Stark |

| 7 de abril de 2009 | Manchester United      | 2:2 (1:1) | Porto                          | Old Trafford, Mánchester                                  |                                                           |
|                    | Rooney 15' · Tévez 86' | Reporte   | Rodríguez 4' · M. González 89' | Asistencia: 74 517 espectadores Árbitro(s): Konrad Plautz | Asistencia: 74 517 espectadores Árbitro(s): Konrad Plautz |

| 15 de abril de 2009 | Porto | 0:1 (0:1) | Manchester United    | Estádio do Dragão, Oporto                                   |                                                             |
|                     |       | Reporte   | Cristiano Ronaldo 6' | Asistencia: 50 000 espectadores Árbitro(s): Massimo Busacca | Asistencia: 50 000 espectadores Árbitro(s): Massimo Busacca |

| 8 de abril de 2009 | Liverpool | 1:3 (1:1) | Chelsea                        | Anfield Road, Liverpool                                     |                                                             |
|                    | Torres 6' | Reporte   | Ivanović 39', 62' · Drogba 67' | Asistencia: 42 543 espectadores Árbitro(s): Claus Bo Larsen | Asistencia: 42 543 espectadores Árbitro(s): Claus Bo Larsen |

| 14 de abril de 2009 | Chelsea                                  | 4:4 (0:2) | Liverpool                                            | Stamford Bridge, Londres                                   |                                                            |
|                     | Drogba 51' · Alex 57' · Lampard 76', 89' | Reporte   | Aurélio 19' · Xabi Alonso 28' · Lucas 81' · Kuyt 83' | Asistencia: 38 286 espectadores Árbitro(s): Luis Cantalejo | Asistencia: 38 286 espectadores Árbitro(s): Luis Cantalejo |

| 8 de abril de 2009 | Barcelona                             | 4:0 (4:0) | Bayern Múnich | Camp Nou, Barcelona                                     |                                                         |
|                    | Messi 9', 38' · Eto'o 12' · Henry 43' | Reporte   |               | Asistencia: 96 219 espectadores Árbitro(s): Howard Webb | Asistencia: 96 219 espectadores Árbitro(s): Howard Webb |

| 14 de abril de 2009 | Bayern Múnich | 1:1 (0:0) | Barcelona | Fußball Arena München, Múnich                               |                                                             |
|                     | Ribéry 47'    | Reporte   | Keïta 73' | Asistencia: 66 000 espectadores Árbitro(s): Roberto Rosetti | Asistencia: 66 000 espectadores Árbitro(s): Roberto Rosetti |

### Semifinales
Los emparejamientos de semifinales se produjeron inmediatamente al de cuartos de final. La ida de semifinales fue celebrada los días 28 y 29 de abril y la vuelta, el 5 y el 6 de mayo. 
| 28 de abril de 2009 | Barcelona | 0:0     | Chelsea | Camp Nou, Barcelona                                        |                                                            |
|                     |           | Reporte |         | Asistencia: 95 000 espectadores Árbitro(s): Wolfgang Stark | Asistencia: 95 000 espectadores Árbitro(s): Wolfgang Stark |

| 6 de mayo de 2009 | Chelsea   | 1:1 (1:0) | Barcelona     | Stamford Bridge, Londres                                       |                                                                |
|                   | Essien 9' | Reporte   | Iniesta 90+3' | Asistencia: 42 500 espectadores Árbitro(s): Tom Henning Øvrebø | Asistencia: 42 500 espectadores Árbitro(s): Tom Henning Øvrebø |

| 29 de abril de 2009 | Manchester United | 1:0 (1:0) | Arsenal | Old Trafford, Mánchester                                    |                                                             |
|                     | O'Shea 17'        | Reporte   |         | Asistencia: 75 000 espectadores Árbitro(s): Claus Bo Larsen | Asistencia: 75 000 espectadores Árbitro(s): Claus Bo Larsen |

| 5 de mayo de 2009 | Arsenal        | 1:3 (0:2) | Manchester United                    | Arsenal Stadium, Londres                                    |                                                             |
|                   | van Persie 76' | Reporte   | Park 8' · Cristiano Ronaldo 11', 61' | Asistencia: 60 432 espectadores Árbitro(s): Roberto Rosetti | Asistencia: 60 432 espectadores Árbitro(s): Roberto Rosetti |

## Final
La final se celebraba en el bello Estadio Olímpico de Roma, sede de la Roma y Lazio. El Mánchester para la final contaba para ganar con su juego y plantilla bien organizadas y contaba con el aval de ser el vigente campeón de la pasada campaña. Ferguson opuso un centro del campo poderoso con Carrick como mediocentro, Park Ji-Sung y Giggs por las bandas y el brasileño Anderson como mediapunta, Cristiano Ronaldo, la gran estrella del equipo como único punta y Rooney más escorado a la banda. La defensa formada por Ferdinand y Vidić que tan buen rendimiento había dado tanto en liga como Champions era el muro para defenderse de la temible delantera azulgrana, Van der Sar que a la postre sería elegido como mejor portero de la Champions era un seguro de vida. 
El Barcelona por su parte contaba con su brillante y vistoso estilo de juego y sobre todo con una delantera espectacular. El tridente Messi, Eto'o y Henry en punta, el mediocentro puramente canterano con Xavi, Iniesta y Sergio Busquets, las bajas en defensa de Márquez por lesión y de Alves y Abidal por sanción hicieron que Guardiola tuviera que hacer una ¨revolución¨, Puyol fue trasladado al lateral derecho mientras que Yaya Touré fue transformado en defensa central para hacer pareja con Piqué, Sylvinho en el lateral izquierdo, en portería Víctor Valdés que ya había hecho un gran partido en la semifinal contra el Chelsea. Con todo, el Manchester partía con la vitola de favorito aunque por una mínima ventaja. El partido comenzó con el cantante italiano Andrea Bocelli interpretando el himno de la Champions League con casi todas las autoridades españolas e inglesas en el campo, como los presidentes de gobierno José Luis Rodríguez Zapatero, presidente del Gobierno español, Gordon Brown, primer ministro británico y Silvio Berlusconi, primer ministro de Italia. 
El partido comenzó con claro dominio Red Devil sobre el campo, las internadas en el área de Valdés eran constantes e incluso tuvo que esforzarse para salvar una peligrosa internada del coreano Park. Pero justo en el minuto 10, tras un brillante contraataque, Eto'o finalizó de manera espectacular ante Van der Sar para marcar el primer gol del partido y situar al Barça en ventaja. Esto rompió el ritmo de juego del Mánchester que ya no siguió dominando el encuentro, se llegaría al descanso con un Barça que cada vez se encontraba más cómodo en el terreno de juego y un Mánchester incapaz de solventar la ventaja azulgrana. La segunda parte comenzó prácticamente igual, por eso, Ferguson retiró del campo a Anderson y metió al argentino Tévez para mejorar el ataque Devil. Sin embargo, sería inútil pues el Barça seguía dominando sobre el terreno de juego y el Mánchester apenas lograba llegar con claridad al área del conjunto español. En el minuto 66, Ferguson retiró del campo a Park y sumó un atacante más al meter a Berbatov en el campo, de modo que el Mánchester jugaría con tres puntas con Cristiano, Berbatov y Tévez y Rooney escorado a la banda, pero solamente 4 minutos después de la entrada de Berbatov al campo y tras un preciso centro de Xavi, Messi transformaba el segundo para el Barcelona tras un magnífico testarazo, el Mánchester se venía abajo. Guardiola quitó a Henry para meter a Keita y aumentar las tareas defensivas del equipo. Ni siquiera la entrada de Scholes por parte del Mánchester pudo mejorar su juego ya que incluso con el 2-0 instalado en el marcador, el Mánchester no mostraba signos de reacción. El partido acabó con el Barcelona celebrando la tercera Champions de su historia y su primer e histórico triplete, ya que era el primer equipo español en conseguirlo. 
| 1          | POR        | Víctor Valdés   |       |
| 3          | DEF        | Gerard Piqué    |       |
| 24         | DEF        | Yaya Touré      |       |
| 5          | DEF        | Carles Puyol    |       |
| 16         | DEF        | Sylvinho        |       |
| 28         | MED        | Sergio Busquets |       |
| 6          | MED        | Xavi Hernández  |       |
| 8          | MED        | Andrés Iniesta  | 90+2' |
| 10         | DEL        | Lionel Messi    |       |
| 9          | DEL        | Samuel Eto'o    |       |
| 14         | DEL        | Thierry Henry   | 72'   |
| Entrenador | Entrenador | Pep Guardiola   |       |

| 1          | POR        | Edwin van der Sar |     |
| 22         | DEF        | John O'Shea       |     |
| 5          | DEF        | Rio Ferdinand     |     |
| 15         | DEF        | Nemanja Vidić     |     |
| 3          | DEF        | Patrice Evra      |     |
| 16         | MED        | Michael Carrick   |     |
| 11         | MED        | Ryan Giggs        | 75' |
| 13         | MED        | Park Ji-Sung      | 66' |
| 8          | MED        | Anderson          | 46' |
| 10         | DEL        | Wayne Rooney      |     |
| 7          | DEL        | Cristiano Ronaldo |     |
| Entrenador | Entrenador | Alex Ferguson     |     |

| 15 | MED | Seydou Keïta    | 72'   |
| 17 | DEL | Pedro Rodríguez | 90+2' |

| 32 | DEL | Carlos Tévez     | 46' |
| 9  | DEL | Dimitar Berbatov | 66' |
| 18 | MED | Paul Scholes     | 75' |

| Anotado | 10' | Samuel Eto'o | 1–0 |
| Anotado | 70' | Lionel Messi | 2–0 |

| Amonestado | 16' | Gerard Piqué |

| Amonestado | 78'   | Cristiano Ronaldo |
| Amonestado | 80'   | Paul Scholes      |
| Amonestado | 90+3' | Nemanja Vidić     |

| Árbitro             | Massimo Busacca    |
| Árbitros asistentes | Matthias Arnet     |
| Árbitros asistentes | Francesco Buragina |
| Cuarto árbitro      | Claudio Circhetta  |
| Observador árbitros | Marc Batta         |

| 1          | POR        | Víctor Valdés   |       |
| 3          | DEF        | Gerard Piqué    |       |
| 24         | DEF        | Yaya Touré      |       |
| 5          | DEF        | Carles Puyol    |       |
| 16         | DEF        | Sylvinho        |       |
| 28         | MED        | Sergio Busquets |       |
| 6          | MED        | Xavi Hernández  |       |
| 8          | MED        | Andrés Iniesta  | 90+2' |
| 10         | DEL        | Lionel Messi    |       |
| 9          | DEL        | Samuel Eto'o    |       |
| 14         | DEL        | Thierry Henry   | 72'   |
| Entrenador | Entrenador | Pep Guardiola   |       |

| 1          | POR        | Edwin van der Sar |     |
| 22         | DEF        | John O'Shea       |     |
| 5          | DEF        | Rio Ferdinand     |     |
| 15         | DEF        | Nemanja Vidić     |     |
| 3          | DEF        | Patrice Evra      |     |
| 16         | MED        | Michael Carrick   |     |
| 11         | MED        | Ryan Giggs        | 75' |
| 13         | MED        | Park Ji-Sung      | 66' |
| 8          | MED        | Anderson          | 46' |
| 10         | DEL        | Wayne Rooney      |     |
| 7          | DEL        | Cristiano Ronaldo |     |
| Entrenador | Entrenador | Alex Ferguson     |     |

| 15 | MED | Seydou Keïta    | 72'   |
| 17 | DEL | Pedro Rodríguez | 90+2' |

| 32 | DEL | Carlos Tévez     | 46' |
| 9  | DEL | Dimitar Berbatov | 66' |
| 18 | MED | Paul Scholes     | 75' |

| Anotado | 10' | Samuel Eto'o | 1–0 |
| Anotado | 70' | Lionel Messi | 2–0 |

| Amonestado | 16' | Gerard Piqué |

| Amonestado | 78'   | Cristiano Ronaldo |
| Amonestado | 80'   | Paul Scholes      |
| Amonestado | 90+3' | Nemanja Vidić     |

| Árbitro             | Massimo Busacca    |
| Árbitros asistentes | Matthias Arnet     |
| Árbitros asistentes | Francesco Buragina |
| Cuarto árbitro      | Claudio Circhetta  |
| Observador árbitros | Marc Batta         |

|                                     |
| Bandera de España                   |
| Campeón F. C. Barcelona 3.er título |

## Rendimiento general
| Pos. | Equipo                | Pts. | PJ | G | E | P | GF | GC | Dif. | Rend.  |
| ---- | --------------------- | ---- | -- | - | - | - | -- | -- | ---- | ------ |
| 1    | Barcelona             | 26   | 13 | 7 | 5 | 1 | 32 | 13 | +19  | 66.67% |
| 2    | Manchester United     | 24   | 13 | 6 | 6 | 1 | 18 | 8  | +10  | 61.54% |
|      |                       |      |    |   |   |   |    |    |      |        |
| 3    | Chelsea               | 21   | 12 | 5 | 6 | 1 | 20 | 13 | +7   | 58.33% |
| 4    | Arsenal               | 18   | 12 | 5 | 3 | 4 | 17 | 11 | +6   | 50%    |
|      |                       |      |    |   |   |   |    |    |      |        |
| 5    | Bayern Múnich         | 21   | 10 | 6 | 3 | 1 | 25 | 10 | +15  | 70%    |
| 6    | Liverpool             | 21   | 10 | 6 | 3 | 1 | 21 | 12 | +9   | 70%    |
| 7    | Porto                 | 15   | 10 | 4 | 3 | 3 | 13 | 13 | 0    | 50%    |
| 8    | Villarreal            | 14   | 10 | 3 | 5 | 2 | 13 | 13 | 0    | 46.67% |
|      |                       |      |    |   |   |   |    |    |      |        |
| 9    | Roma                  | 15   | 8  | 5 | 0 | 3 | 13 | 7  | +6   | 62.5%  |
| 10   | Atlético de Madrid    | 14   | 8  | 3 | 5 | 0 | 11 | 6  | +5   | 58.33% |
| 11   | Juventus              | 13   | 8  | 3 | 4 | 1 | 9  | 6  | +3   | 54.17% |
| 12   | Olympique de Lyon     | 12   | 8  | 3 | 3 | 2 | 17 | 16 | +1   | 50%    |
| 13   | Real Madrid           | 12   | 8  | 4 | 0 | 4 | 9  | 10 | −1   | 50%    |
| 14   | Sporting de Lisboa    | 12   | 8  | 4 | 0 | 4 | 9  | 20 | −11  | 50%    |
| 15   | Panathinaikos         | 11   | 8  | 3 | 2 | 3 | 10 | 10 | 0    | 45.83% |
| 16   | Inter de Milán        | 9    | 8  | 2 | 3 | 3 | 8  | 9  | −1   | 37.5%  |
|      |                       |      |    |   |   |   |    |    |      |        |
| 17   | Shakhtar Donetsk      | 9    | 6  | 3 | 0 | 3 | 11 | 7  | +4   | 50%    |
| 18   | Dinamo de Kiev        | 8    | 6  | 2 | 2 | 2 | 4  | 4  | 0    | 44.44% |
| 19   | Werder Bremen         | 7    | 6  | 1 | 4 | 1 | 7  | 9  | −2   | 38.89% |
| 20   | Girondins de Burdeos  | 7    | 6  | 2 | 1 | 3 | 5  | 11 | −6   | 38.89% |
| 21   | Anorthosis Famagusta  | 6    | 6  | 1 | 3 | 2 | 8  | 8  | 0    | 33.33% |
| 22   | Fiorentina            | 6    | 6  | 1 | 3 | 2 | 5  | 8  | −3   | 33.33% |
| 23   | Aalborg               | 6    | 6  | 1 | 3 | 2 | 9  | 14 | −5   | 33.33% |
| 24   | Celtic                | 5    | 6  | 1 | 2 | 3 | 4  | 7  | −3   | 27.78% |
| 25   | Zenit                 | 5    | 6  | 1 | 2 | 3 | 4  | 7  | −3   | 27.78% |
| 26   | Olympique de Marsella | 4    | 6  | 1 | 1 | 4 | 5  | 7  | −2   | 22.22% |
| 27   | Cluj                  | 4    | 6  | 1 | 1 | 4 | 5  | 9  | −4   | 22.22% |
| 28   | BATE Borísov          | 3    | 6  | 0 | 3 | 3 | 3  | 8  | −5   | 16.67% |
| 29   | PSV Eindhoven         | 3    | 6  | 1 | 0 | 5 | 5  | 14 | −9   | 16.67% |
| 30   | Fenerbahçe            | 2    | 6  | 0 | 2 | 4 | 4  | 11 | −7   | 11.11% |
| 31   | Steaua de Bucarest    | 1    | 6  | 0 | 1 | 5 | 3  | 12 | −9   | 5.56%  |
| 32   | Basilea               | 1    | 6  | 0 | 1 | 5 | 2  | 16 | −14  | 5.56%  |

## Goleadores
| Jugador              | Equipo            | Goles | Minutos |
| -------------------- | ----------------- | ----- | ------- |
| Lionel Messi         | Barcelona         | 9     | 927'    |
| Steven Gerrard       | Liverpool         | 7     | 557'    |
| Miroslav Klose       | Bayern Múnich     | 7     | 654'    |
| Lisandro López       | Porto             | 6     | 900'    |
| Emmanuel Adebayor    | Arsenal           | 5     | 612'    |
| Alessandro Del Piero | Juventus          | 5     | 651'    |
| Didier Drogba        | Chelsea           | 5     | 666'    |
| Robin van Persie     | Arsenal           | 5     | 695'    |
| Thierry Henry        | Barcelona         | 5     | 702'    |
| Karim Benzema        | Olympique de Lyon | 5     | 704'    |

Nota: no se incluyen los goles marcados durante las fases previas de clasificación.

## Otros premios

### Trofeo Champions Número 1
El Diario Marca y La Gazzetta dello Sport crearon el premio Champions Número 1 con el objetivo de elegir el mejor jugador de la presente edición de la Liga de Campeones.
Después de cada jornada un grupo de especialistas del periódico italiano y del español eligen a los mejores, y el público vota entre ellos a su favorito.
| #  | Jugador              | Equipo             | Votos     |
| -- | -------------------- | ------------------ | --------- |
| 1  | Lionel Messi         | Barcelona          | 3.213.898 |
| 2  | Alessandro Del Piero | Juventus           | 196.133   |
| 3  | Andrés Iniesta       | Barcelona          | 112.463   |
| 4  | Cristiano Ronaldo    | Manchester United  | 103.734   |
| 5  | Franck Ribéry        | Bayern Múnich      | 70.543    |
| 6  | Steven Gerrard       | Liverpool          | 67.326    |
| 7  | Sergio Agüero        | Atlético de Madrid | 50.549    |
| 8  | Iker Casillas        | Real Madrid        | 44.576    |
| 9  | Raúl González        | Real Madrid        | 43.596    |
| 10 | Ruud van Nistelrooy  | Real Madrid        | 38.631    |